# Ганголихат
Ганголихат (англ. Gangolihat) — населённый пункт в индийском штате Уттаракханд в округе Питхорагарх. Расположен в 78 километрах от административного центра округа — города Питхорагарх. Является административным центром одного из подокругов. Средняя высота над уровнем моря — 1760 метров. Место известно своими древними индуистскими храмами и пещерами. Является местом паломничества для последователей шактизма. Неподалёку от Ганголихата расположены две небольшие горные станции — Чаукори и Беринаг.